# Estación de Cornicabra

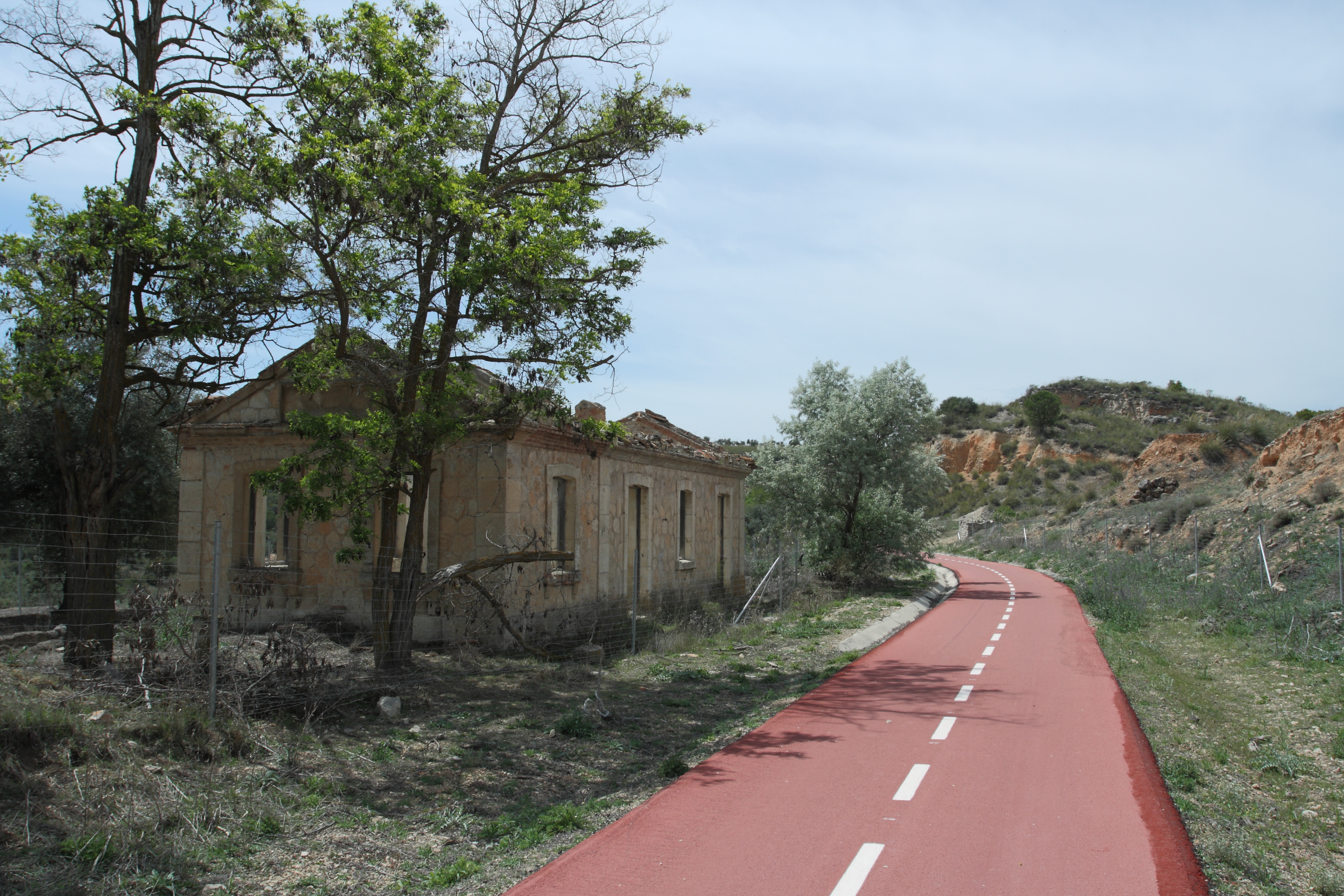
La antigua estación de Cornicabra junto a la vía verde del río Tajuña.

Cornicabra fue un apartadero ferroviario situado en el municipio español de Morata de Tajuña, en la provincia de Madrid.

## Historia
El apartadero formaba parte del ferrocarril del Tajuña, de vía estrecha, que enlazaba Madrid con el valle del Tajuña y la Alcarria. Desde la estación de Cornicabra partían dos ramales que enlazaban la vía general con dos cercanas canteras de piedra, Cornicabra y Valhondo. Las instalaciones ferroviarias incluían un edificio principal, una vía de apartadero y dos derivaciones-ramales que iban a las canteras.